# Annie De Cleyn
Annie De Cleyn is een personage uit de Vlaamse soapserie Wittekerke dat werd gespeeld door Deedee Dalle. Zij speelde deze rol in het eerste seizoen in 1993. Ze kwam nog één aflevering terug in seizoen 2.

## Personage
Annie is de moeder van Patsy. Haar man is al vroeg overleden. Ze heeft een relatie gehad met Jos Verlackt, die haar dochter Patsy probeerde aan te randen en daarna Wittekerke verliet. Aan de start van de serie keert Jos terug en wordt hij door Annie weer in huis genomen. Annie is goedgelovig en ziet enkel het beste in de mensen. Patsy duldt Jos min of meer en denkt dat hij ook wel veranderd is. Na de moord op Christel Steveniers wordt Jos als verdachte gezien door politiecommissaris Georges Coppens. Annie gelooft in de onschuld van Jos. Jos en Annie willen op vakantie naar Kreta, maar doordat Annie naar het ziekenhuis moet voor enkele onderzoeken gaat dit niet door. Ze moet na een kleine operatie enkele dagen in bed liggen. Ze krijgt geregeld bezoek van haar goede vriendin Magda, de vriendin van Georges. Door de aanhoudende pesterijen van Georges zet Annie die vriendschap op een lager pitje. 
Na het verlovingsfeest van Chris en Patsy verkracht Jos Patsy. Zij kan zich de dag erna niets meer herinneren en zoekt haar toevlucht bij Wielemans. Nellie De Donder brengt Patsy onder hypnose waarin ze Jos herkent als haar aanrander. Hoewel Annie erbij zat blijft zij in de onschuld van Jos geloven, al duurt dat niet lang. Jos zegt dat hij voor zijn werk naar Denemarken moet, maar als Annie een vliegtuigticket naar Spanje in zijn tas vindt weet ze genoeg. Jos valt haar ook aan op de keukentafel en Annie kan nog net een mes grijpen waarmee ze Jos neersteekt, hij bezwijkt aan zijn steekwonde. Annie verandert in een koude vrouw en wil niemand meer zien. Hoewel het wettige zelfverdediging was, vertelt Annie aan de politie dat het met voorbedachten rade was dat ze Jos neerstak. Véronique Lemaître wil Annie verdedigen, maar ze wil zich niet laten helpen en zegt dat ze zelfs van plan was Jos te vergiftigen. 
In seizoen twee gaat Tanja Tavernier haar bezoeken om een interview af te nemen voor de Duingalm. Annie lijkt erg verward en ongeïnteresseerd.

### Vertrek
Annie De Cleyn verdwijnt voor 15 jaar achter de tralies en is nadien nooit meer te zien.

## Familie
- Patsy De Cleyn (dochter)
- Vader van Patsy/naam onbekend (ex-man, is nooit in de serie te zien geweest)